# Bratislava III
El distrito de Bratislava III (en eslovaco Okres Bratislava III) es una unidad administrativa (okres) de Eslovaquia Occidental, situado en la región de Bratislava, con 61.418 habitantes (en 2001) y una superficie de 75 km². 
Comprende los siguientes barrios de Bratislava:
- Nové Mesto
- Rača
- Vajnory

El distrito limita al oeste con el distrito de Bratislava IV, al sur con los de Bratislava I y Bratislava II, al este con el distrito de Senec y al norte con el distrito de Malacky y el distrito de Pezinok.

## Demografía
| Año        | 1994   | 2004    | 2014    | 2024     |
| ---------- | ------ | ------- | ------- | -------- |
| Población  | 64 587 | 61 614  | 63 081  | 78 125   |
| Diferencia |        | −4,60 % | +2,38 % | +23,84 % |

| Año        | 2023   | 2024    |
| ---------- | ------ | ------- |
| Población  | 77 594 | 78 125  |
| Diferencia |        | +0,68 % |